# Deutscher Bundesverband Tanz
Der Deutsche Bundesverband Tanz e. V. (DBT) ist ein Dachverband für den Amateur- und Breitentanz in Deutschland mit Sitz in Remscheid.
Er repräsentiert die ganze Spannbreite des Phänomens Tanz: Von den Tänzen der Völker (Volkstanz), über historische Tänze bis hin zu Modernem Tanz, Jazztanz, Hip-Hop und Zeitgenössischem Tanz. Auf dieser Basis bietet er seit 1953 bundesweit einige Veranstaltungen durch qualifizierte Tanzleiter und Tanzpädagogen an, darunter etwa:
- für Kleinkinder durch Frühkindliche Bildung der 3- bis 7-Jährigen,
- für Kinder und Jugendliche durch regelmäßige außerschulische und schulische Angebote in Kooperation mit Schulen und Vereinen,
- für Erwachsene durch Kurse oder regelmäßige Angebote, Fachtagungen, Fort- und Ausbildungen in Kooperation mit Hochschulen und Universitäten,
- für Senioren durch spezielle Angebote für diese Altersgruppe,
- für Prävention/Rehabilitation/Therapie durch spezielle Angebote für alle Altersgruppen.

Der DBT erreicht jährlich eine Vielzahl von Multiplikatoren und Tanzinteressierte und dient mit seinen Veranstaltungen ausschließlich gemeinnützigen Zwecken. Er kooperiert mit oder ist zum Teil Gründungsmitglied von vielen fachnahen nationalen und internationalen Verbänden.
Wegen seines entscheidenden Beitrags zur kulturellen Bildung von Kindern, Jugendlichen und Erwachsenen wird der Deutsche Bundesverband Tanz durch das Bundesministerium für Familie, Senioren, Frauen und Jugend gefördert.

## Mitglieder (Stand: 7/2024)
- 13 Landesverbände[1]
- 46 Bundesverbände, Organisationen, Institutionen und Universitäten[2]
- eine Anzahl von Einzelmitgliedern, die wiederum weitere Gruppierungen vertreten

## Historische Entwicklung
Der DBT ist seit 1953 in seiner historischen Entwicklung als gemeinnütziger Interessenverband tätig und vertritt zahlreiche Tanzbereiche und Tanzthemen.
Der Deutsche Bundesverband Tanz e. V. (DBT) wurde im Mai 1953 auf der ersten Arbeitstagung der „Initiativkräfte der deutschen Volks- und Jugendtanzbewegung“ als „Arbeitskreis für Tanz im Bundesgebiet“ (ATB) gegründet. In den frühen Jahren seines Bestehens fühlte sich dieser Verband, wie schon der Name der Gründer andeutet, in erster Linie dem Deutschen Volkstanz verpflichtet, von dem sich der DBT seit etwa 2000 immer mehr entfernte und seine Präferenzen auf modernere Tanzsparten legte, was die Deutsche Gesellschaft für Volkstanz e.V. (DGV, Vorsitz: Reinhold Frank), Gründungsmitglied des DBT, 2009 veranlasste, ihre Mitgliedschaft aufzugeben. 
Nach und nach schlossen sich neu gegründete Landesarbeitsgemeinschaften und Fachverbände an. Mit wachsender Mitgliederzahl wurden bald weitere Tanzbereiche und Tanzthemen erschlossen bis hin zu aktuellen Formen der Tanzkultur in Deutschland. So konnte sich der ATB in der Folgezeit nach eigenen Worten zur bundesweiten Dachorganisation für Landesarbeitsgemeinschaften und Fachverbände Tanz entwickeln. Ehemalige Gründungsmitglieder wie der Landesverband Tanz in Bayern e.V. (vormals LAG Tanz in Bayern e.V., Vorsitz: Matti Goldschmidt), die LAG Tanz Berlin e.V. (Vorsitz: Angelika McLarren) oder auch die LAG Tanz Hessen e.V. (Vorsitz: Fido Wagler) sind heute jedoch nicht mehr Mitglied des DBT (Stand 2023).
1980 erfolgte die Umbenennung des ATB in „Deutscher Bundesverband Tanz e. V.“. Bis zu diesem Zeitpunkt gab es nur wenige Einzelmitglieder (Gründungsmitglieder und berufene Mitglieder). Anfang der 1990er Jahre beschloss der DBT eine generelle Aufnahmemöglichkeit auch für Einzelpersonen unter der Voraussetzung, dass diese wiederum Gruppierungen vertreten oder einflussreiche Positionen im kulturellen Geschehen innehaben. Das Ziel war, den DBT für neue Impulse zu öffnen und seinen Wirkungsgrad zu erhöhen.
Der DBT war von Anfang an und ist bis heute lt. Satzung ein gemeinnütziger Interessenverband.

## Vorstand (Stand 2/2024)
- Vorsitz: Margit Keikutt
- stellvertr. Vorsitz: Evelyn Iwanow-Heyn und Dieter Knodel
- Beisitz: Nadine Stein und Christopher Zech

## Ausbildung Tanzpädagogik
Das Gesamtkonzept Tanzpädagogik ist die berufsbegleitende Fort- und Ausbildung für den Bereich Tanzkultur.
Es ist für diejenigen geeignet, die sich in Tanzpädagogik fortbilden wollen – von Laientänzern bis hin zu Berufstänzern. Das Gesamtkonzept vermittelt grundlegende theoretische und praktische Kenntnisse. Das Ziel ist, eine fundierte, professionelle Lehrkompetenz für die Tätigkeit in der pädagogischen Breitenarbeit im Tanz zu erlangen – für alle Altersgruppen und alle Tanzrichtungen.

## Wettbewerb JUGEND TANZT
Der Wettbewerb JUGEND TANZT ist ein Wettbewerb des DBT auf Landes- und auf Bundesebene.
Der Wettbewerb Jugend tanzt des Deutschen Bundesverbandes Tanz wurde ins Leben gerufen, um über Tanz die persönliche Entwicklung von Kindern und Jugendlichen zu fördern, sie zu stärken und ihnen kulturelle Kompetenzen zu vermitteln. Das Ziel ist, Kindern und Jugendlichen eine Chance zu geben, sich über die Grenzen der Bundesländer hinaus zu präsentieren, sich mit Gleichaltrigen zu messen und den unmittelbaren Austausch von Erfahrungen und Wissen zu praktizieren, um so voneinander und miteinander zu lernen. Der Wettbewerb trägt zur Steigerung der Tanzqualität bei und gibt Impulse für neue Bewegungsideen. Seit Beginn des Wettbewerbs im Jahr 2004 haben bereits mehr als 19.000 Kinder und Jugendliche in den Landes- und Bundeswettbewerben ihr Können unter Beweis gestellt und mit großem Erfolg und beeindruckenden Leistungen teilgenommen.
Nicht alle Landesverbände innerhalb des DBT veranstalten jedoch auch Wettbewerbe auf Landesebene, so dass potentielle Bewerber aus diesen Bundesländern in der Regel keine Möglichkeit haben, sich für einen Bundeswettbewerb zu qualifizieren. Die Sieger des 6. Landeswettbewerbes in Bayern (München 2023) wurden auf dem nachfolgenden 10. Bundeswettbewerb (Paderborn 2024) erst gar nicht zugelassen.